# Péter Nádas

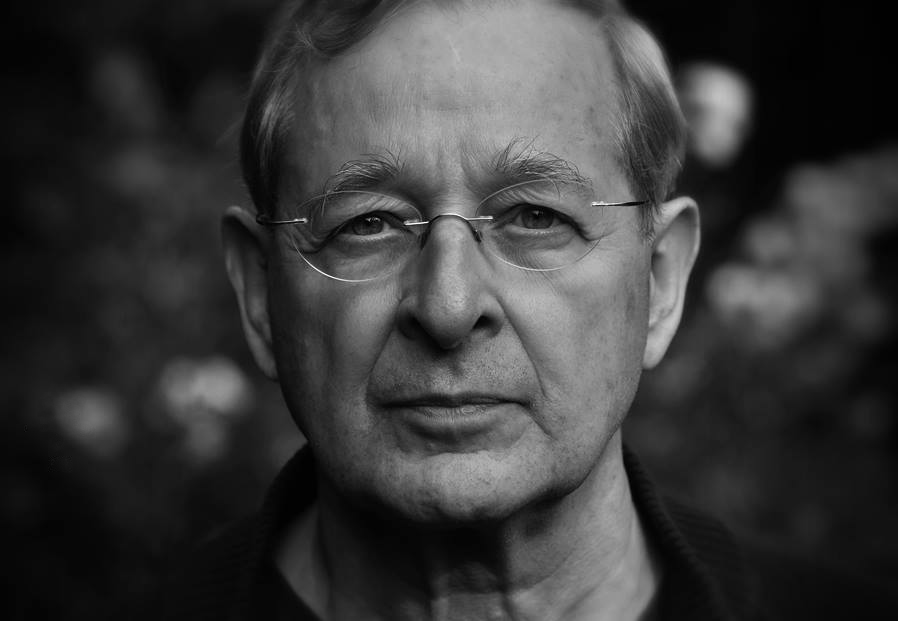
Péter Nádas

Péter Nádas (Boedapest, 14 oktober 1942) is een Hongaars schrijver.

## Leven en werk
Nádas doorstond als kind de Slag om Boedapest. Hoewel zijn ouders communisten waren werd hij gereformeerd gedoopt. Toen hij 13 was overleed zijn moeder en op zijn 16e pleegde zijn vader zelfmoord. Hij studeerde enkele jaren scheikunde en werkte vervolgens geruime tijd als journalist en reportagefotograaf. Nádas leeft sinds 1984 met zijn vrouw in het kleine West-Hongaarse dorpje Gombosszeg. Vanaf de jaren zeventig verblijft hij met regelmaat ook in Berlijn.
Vanaf 1965 legde Nádas zich toe op het schrijverschap. Hij debuteerde in 1967 met zijn eerste verhalenbundel. Zijn literaire naam werd tien jaar later gevestigd met zijn (ook in het Nederlands vertaalde) roman Einde van een familieroman.

### Het boek der herinneringen
Wereldfaam verwierf Nádas met zijn even monumentale als complexe roman Het boek der herinneringen (1986). In dit 1300 pagina’s tellende boek beschrijft een Hongaars auteur als naamloze ik-figuur zijn verblijf in het Oost-Berlijn van de jaren zeventig. Wanneer een vriend als verstekeling in een doodskist naar het Westen vlucht, vertrekt hij naar de badplaats Heiligendamm. Twee andere ik-figuren splitsen zich nu van hem af: de ene is een Duits schrijver uit het begin van de twintigste eeuw die grote gelijkenis vertoont met Thomas Mann en een homo-erotische affaire heeft met een kamerdienaar. De andere is het jongetje dat hij was tussen 1953 (Stalins dood) en 1956 (de Hongaarse opstand), klem tussen de generaties van zijn familie. Deze laatste herinneringen worden niet chronologisch verteld: ze wisselen elkaar af, verwijzen naar elkaar en vervlechten zich, totdat in het laatste hoofdstuk van het boek een vierde verteller optreedt die verslag doet van het gewelddadige einde van de ik-figuur.
Het boek der herinneringen werd met name in Duitsland door de kritiek ontvangen als een der grote meesterwerken uit de wereldliteratuur van de twintigste eeuw, vergeleken zelfs met literaire grootheden als Marcel Proust, Robert Musil en Thomas Mann. Ook in Nederland kende de roman, niettegenstaande zijn omvang en complexiteit, meerdere drukken in diverse uitgaven. Ook de twee essays die Nádas schreef over het schrijven van zijn magnum opus verschenen onder de titel Terugkeer in Nederlandse vertaling. In die essays schrijft hij onder andere: “Het was mijn bedoeling mijn herinneringen op te schrijven, parallelle herinneringen van verscheidene personen uit verschillende tijdsperiodes. Zoiets als de levensbeschrijvingen van Plutarchus. Al deze personen kon ik zelf zijn, terwijl ik ze toch niet was”.

### Later werk en waardering
Van Nádas werden ook nog in het Nederlands vertaald "Einde van een familieroman" (1988),  De eigen dood (over een bijna-dood-ervaring na een hartinfarct, 1993), De levensloper (1995), Liefde (vertelling, 1996), Minotaurus (verhalen, 1997), Een zweem van licht (1999) en De prachtige geschiedenis van de fotografie (2001). 
Nádas wordt gerekend tot een der grootste Hongaarse schrijvers van de naoorlogse generatie, samen met onder andere György Konrád en Imre Kertész. Zijn werk werd meermaals onderscheiden, onder meer met de Oostenrijkse Staatsprijs voor Literatuur (1991), de Kossuth-prijs (1992) en de Franz Kafka Literatuurprijs (2003).
In 2011 werd hij genomineerd voor de Nobelprijs van de Literatuur maar die werd toen toegekend aan de Zweedse dichter Tomas Tranströmer.